# Bring it!
Bring it! è l'undicesimo album in studio del duo giapponese Puffy AmiYumi. Pubblicato il 17 giugno 2009, l'album aveva anche una edizione limitata. Bring it! ha debuttato all'ottavo posto della classifica Oricon.

## Tracce
1. "I Don't Wanna" (words & music: Butch Walker & Avril Lavigne)
2. "My Story" (words: PUFFY music: Anders Hellgren & David Myhr from The Merrymakers)
3. "Bye Bye" (words & music: Masahiko Shimura from Fujifabric)
4. "My Hero!" (words & music: Roger Joseph Manning Jr., ex-Jellyfish)
5. "Shuen no Onna" (words & music: Ringo Shiina)
6. "DOKI DOKI" (words & music: Masahiko Shimura)
7. "Twilight Shooting Star!" (words & music: Sawao Yamanaka from The Pillows)
8. "Hare Onna" (words & music: Kazuyoshi Saito)
9. "All Because of You" (words & music: Butch Walker & Avril Lavigne)
10. "Anata to Watashi" (words: PUFFY music: Yuta Saito)
11. "Hiyori Hime" (words & music: Ringo Shiina)
12. "Bring it on" (words: Ami Onuki    music: Takeshi Hosomi, ex-Ellegarden)

Bring It Back! bonus track
- "Wedding Bell" (words & music: Yoshiaki Furuta)

Additional North America track
- "Darekaga" (music: Yusuke Chiba)

Prima edizione limitata
- Bonus DVD: concert at San Francisco from the West Coast Tour 2005.